# هادامارد ۱۰۳۸۲
سیارک ۱۰۳۸۲ (به انگلیسی: 10382 Hadamard، نامگذاری:1996RJ3) ده هزار و سیصد و هشتاد و دومین سیارک کشف شده‌است که در ۱۵ سپتامبر ۱۹۹۶ کشف شد.
قدر مطلق سیارک برابر ۱۴٫۴۰ است.